# Градница (Габровская область)
Градница (болг. Градница) — город в Болгарии. Находится в Габровской области, входит в общину Севлиево. Население составляет 1229 человек.

## Политическая ситуация
В местном кметстве Градница, в состав которого входит Градница, должность кмета (старосты) исполняет Адем Салиев Алиев (Движение за права и свободы (ДПС)) по результатам выборов.
Кмет (мэр) общины Севлиево — Йордан Георгиев Стойков (коалиция в составе 5 партий: Болгарская социал-демократия (БСД), Болгарская социалистическая партия (БСП), Движение за социальный гуманизм (ДСХ), Земледельческий союз Александра Стамболийского (ЗСАС), Политический клуб «Экогласность») по результатам выборов.